# Kraszewice (gromada w powiecie ostrzeszowskim)
Kraszewice – dawna gromada, czyli najmniejsza jednostka podziału terytorialnego Polskiej Rzeczypospolitej Ludowej w latach 1954–1972.
Gromady, z gromadzkimi radami narodowymi (GRN) jako organami władzy najniższego stopnia na wsi, funkcjonowały od reformy reorganizującej administrację wiejską przeprowadzonej jesienią 1954 do momentu ich zniesienia z dniem 1 stycznia 1973, tym samym wypierając organizację gminną w latach 1954–1972.
Gromadę Kraszewice siedzibą GRN w Kraszewicach utworzono – jako jedną z 8759 gromad na obszarze Polski – w powiecie wieluńskim w woj. łódzkim, na mocy uchwały nr 40/54 WRN w Łodzi z dnia 4 października 1954. W skład jednostki weszły obszary dotychczasowych gromad Kraszewice A i Kraszewice B ze zniesionej gminy Kraszewice w tymże powiecie i województwie.
13 listopada 1954 (z mocą obowiązującą od 1 października 1954) gromada weszła w skład nowo utworzonego powiatu ostrzeszowskiego w woj. poznańskim, gdzie ustalono dla niej 19 członków gromadzkiej rady narodowej.
1 stycznia 1962 do gromady Kraszewice włączono obszar zniesionej gromady Giżyce w tymże powiecie.
31 grudnia 1971 do gromady Kraszewice włączono obszar zniesionej gromady Kuźnica Grabowska w tymże powiecie.
Gromada przetrwała do końca 1972 roku, czyli do kolejnej reformy gminnej.
Począwszy od 1973 roku, Kraszewice utraciły funkcje administracyjne na okres 11 lat. Do funkcji tych powróciły dopiero 1 stycznia 1984, kiedy to w woj. kaliskim reaktywowano zniesioną w 1954 roku (istniejącą co prawda tylko przez jeden rok) gminę Kraszewice (wydzielono ją z gminy Grabów nad Prosną).